# مرسيليا (مسلسل)
مرسيليا (بالفرنسية: Marseille) مسلسل دراما سياسية فرنسي، من إعداد دان فرانك وبطولة جيرار دوبارديو. ويعد أول إنتاجات نتفليكس الأصلية باللغة الفرنسية، طلب موسم أول من المسلسل في 10 يوليو، 2015، وعرض على نتفليكس في 5 مايو/أيار، 2016. جدد المسلسل لموسم ثان في 6 يونيو، 2016، بدأ تصويره في 18 أبريل، 2017. وأعلنت نتفلكس عن إنهاء المسلسل بعد الموسم الثاني.

## وصلات خارجية
- الموقع الرسمي
- مرسيليا على موقع IMDb (الإنجليزية)
- مرسيليا على موقع ميتاكريتيك (الإنجليزية)
- مرسيليا على موقع روتن توميتوز (الإنجليزية)
- مرسيليا على موقع نتفليكس (الإنجليزية)
- مرسيليا على موقع فيلمافينيتي (الإسبانية)
- مرسيليا على موقع كينوبويسك (الروسية)
- مرسيليا على موقع ألو سيني (الفرنسية)
- مرسيليا على موقع قاعدة بيانات الفيلم (الإنجليزية)